# Hylaeus anomalus
Hylaeus anomalus là một loài Hymenoptera trong họ Colletidae. Loài này được Perkins mô tả khoa học năm 1899.